# Dassault Hirondelle
Dassault MD320 Hirondelle a fost un avion utilitar francez de transport a anilor 1960, proiectat și construit de Dassault Aviation.Doar o singură a fost construită.